# Jerry Hall

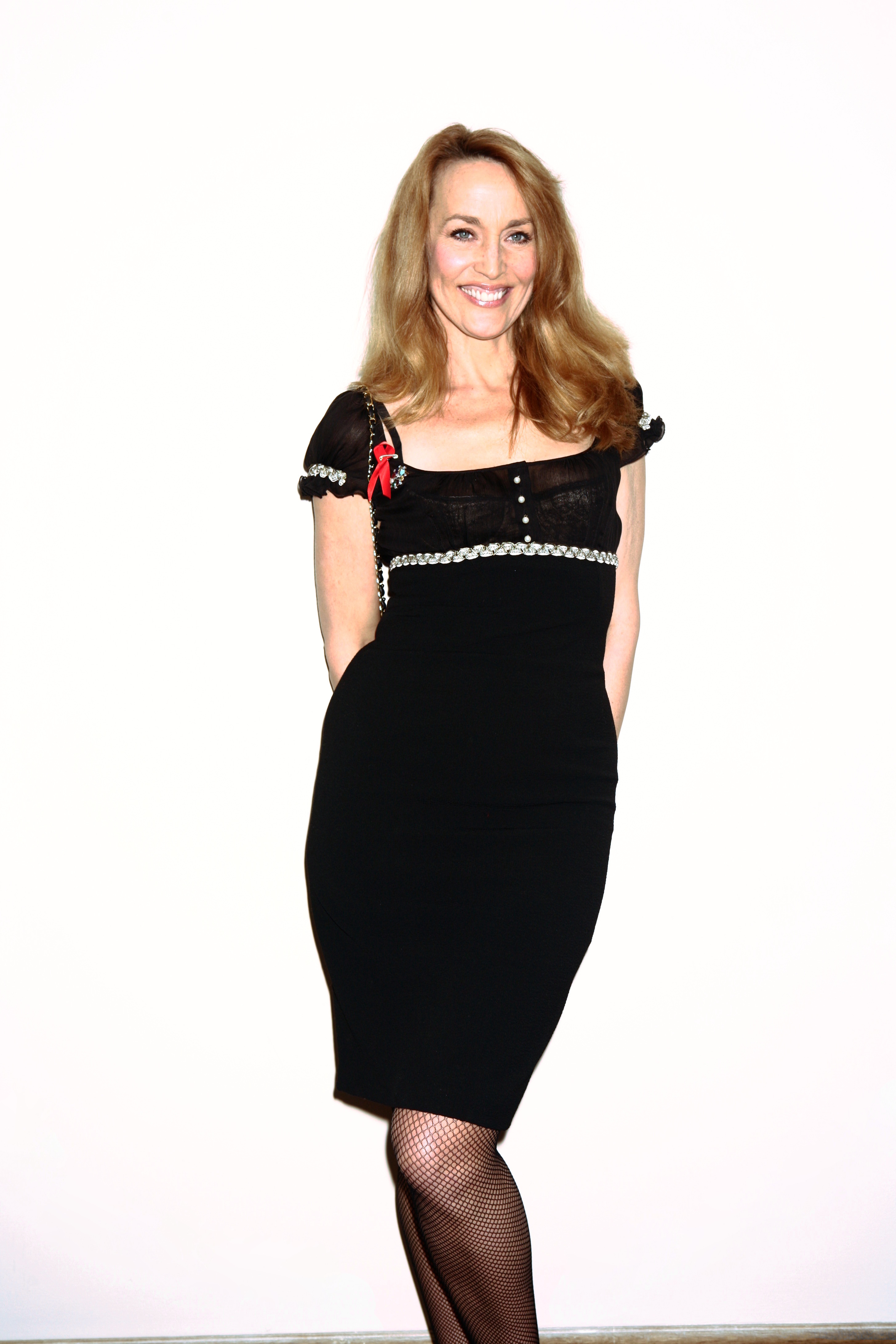
Jerry Hall (2007)

Jerry Hall (* 2. Juli 1956 in Gonzales, Texas) ist ein US-amerikanisches Fotomodell und Schauspielerin.

## Karriere
In Gonzales geboren, wuchs Jerry Hall in Mesquite (nahe Dallas) zusammen mit mehreren Schwestern auf. Sie erlebte ihre Jugend, laut eigenen Angaben, in einem schwierigen familiären Umfeld. Ihr alkoholabhängiger Vater, ein LKW-Fahrer und ehemaliger Unteroffizier der US-Army, war sehr gewalttätig und verprügelte die Familie regelmäßig. Um diesen Umständen zu entkommen, zog Hall mit bereits 16 Jahren aus dem Elternhaus aus und flog nach Frankreich. Dort wurde sie in Saint Tropez als Model entdeckt und von einer Modelagentur nach Paris eingeladen. In Paris lebte sie mit der Sängerin Grace Jones in einem Zimmer. Mitte der 1970er zog Jerry Hall nach New York. 
Sie arbeitete mit Modedesignern wie Yves Saint Laurent zusammen und erschien auf den Titelseiten von internationalen Modezeitschriften wie Elle, Cosmopolitan oder der Vogue. Als Model stand sie für die bekanntesten Fotografen wie Helmut Newton vor der Kamera und warb für Marken wie Coca-Cola und Calvin Klein. Hall gehörte in den 1970er und den frühen 1980er Jahren zu den erfolgreichsten internationalen Topmodellen und war ein Star des extravaganten New Yorker Nachtlebens. „Sie ist Supermodel der ersten Stunde, Schauspielerin und die Muse von Rockstars“ und „Zwischen Glory, Glamour und Rock – besser kann man das Leben von Jerry Hall nicht charakterisieren“ schreibt n-tv 2011.
1989 übernahm sie eine Nebenrolle in dem Spielfilm Batman unter der Regie von Tim Burton, sie spielte in diesem Film das Model Alicia Hunt. 1990 wirkte sie am Konzert The Wall von Roger Waters am Potsdamer Platz in Berlin mit. In den folgenden Jahren wirkte sie vermehrt in Kino- und Fernsehproduktionen mit und stand 2001 in der Rolle der Mrs. Robinson in dem Theaterstück Die Reifeprüfung in London auf der Bühne. Hall sprach außerdem eine Synchronstimme im englischen Original der Zeichentrickserie Popetown.

## Privatleben
Sie hat eine Zwillingsschwester namens Terry und eine jüngere Schwester namens Cyndy Hall. Hall hatte von 1976 bis 1977 eine Beziehung mit dem Roxy-Music-Sänger Bryan Ferry, den sie 1975 bei Fotoaufnahmen für das Roxy-Music-Albumcover Siren kennengelernt hatte. Von 1977 bis 1998 lebte Hall mit Mick Jagger zusammen, der bereits eine Liebesbeziehung zu Hall hatte, als sie noch mit Ferry verlobt war. Sie heirateten am 21. November 1990 in einer mit der Opferung eines Huhnes verbundenen Hindu-Zeremonie auf Bali. Ihre (rechtlich umstrittene) Ehe wurde 1999 geschieden, nachdem sich Hall von Jagger getrennt hatte und das brasilianische Model Luciana Gimenez Morad ein Kind von diesem erwartete. Anschließend wirkte Hall bei einer Reality-TV-Sendung mit, bei der sie aus mehreren Kandidaten einen neuen Liebhaber auswählen sollte. Um 2011 machte sie Reklame für Levitra, ein Vardenafil-Produkt.
Hall und Jagger haben zusammen vier Kinder, Elizabeth Scarlett Jagger (* 2. März 1984), James Leroy Augustin Jagger (* 28. August 1985), Georgia May Ayeesha Jagger (* 12. Januar 1992) und Gabriel Luke Beauregard Jagger (* 9. Dezember 1997).
2016 gaben Jerry Hall und Rupert Murdoch ihre Verlobung bekannt. Sie heirateten am 4. März 2016. Im August 2022 wurde die Ehe geschieden, nachdem Hall einen Monat zuvor die Scheidung wegen „unüberbrückbarer Differenzen“ eingereicht hatte.

## Filmografie (Auswahl)
Filmauftritte
- 1980: Urban Cowboy
- 1980: Willie & Phil
- 1987: Topo Galileo
- 1989: Batman
- 1996: Wie kommt man schnell ans große Geld? (Savage Hearts)

Fernsehauftritte
- 1983: Faerie Tale Theatre
- 1987: Eine schrecklich nette Familie (Married with Children)
- 1993: Cluedo
- 2010: Money, zweiteiliger BBC-Film nach dem Roman Gierig von Martin Amis.